# استیو برتون (بازیکن فوتبال، زاده ۱۹۸۲)
استیو برتون (انگلیسی: Steve Burton؛ زادهٔ ۱۰ اکتبر ۱۹۸۲) بازیکن فوتبال اهل بریتانیا است.
از باشگاه‌هایی که در آن بازی کرده‌است می‌توان به باشگاه فوتبال هال سیتی، باشگاه فوتبال کیدرمینستر هاریرس، باشگاه فوتبال اوسترشوندس، و باشگاه فوتبال نورث فریبی یونایتد اشاره کرد.